# Hypolimnas tracta
Hypolimnas tracta är en fjärilsart som beskrevs av Swinhoe 1916. Hypolimnas tracta ingår i släktet Hypolimnas och familjen praktfjärilar. Inga underarter finns listade i Catalogue of Life.